# ستاویگودا
ستاویگودا (به لهستانی:  Stawiguda) یک روستا در لهستان است که در گمینا ستاویگودا واقع شده‌است. ستاویگودا ۱٬۴۶۴ نفر جمعیت دارد.

## خواهرخوانده
شهر والنهورشت خواهرخواندهٔ ستاویگودا هست.